# Suíça durante as Guerras Mundiais
Durante ambas Primeira Guerra Mundial e Segunda Guerra Mundial, a Suíça manteve uma postura de "neutralidade armada", e não envolveu-se militarmente. Entretanto, precisamente por sua neutralidade, a Suíça era de grande interesse para todos os partidos envolvidos, como cenário para Diplomacia, Espionagem, Comércio e como abrigo para refugiados.

## Primeira Guerra Mundial

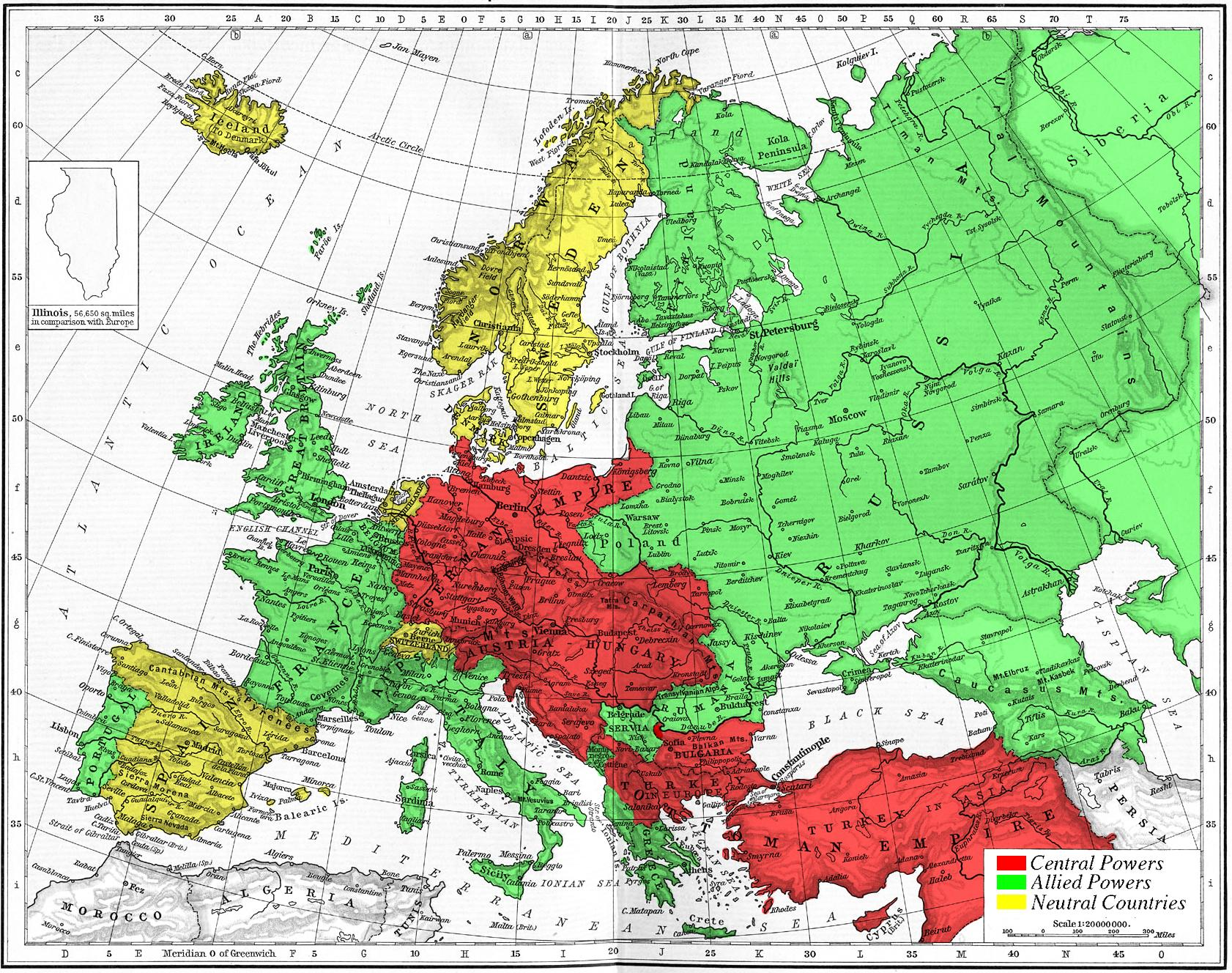
Alianças na Europa em 1915. A Suíça (em amarelo) está cercada por ambas alianças

Quartel de Oficial Suíço no "Umbrail Pass" durante a Primeira Guerra Mundial.

A Suíça manteve a postura de neutralidade armada durante a Primeira Guerra Mundial. Todavia, com os Impérios Centrais do Império Alemão e Áustria-Hungria e os Aliados da Primeira Guerra Mundial da França e Itália todas as fronteiras compartilhadas com a Suíça, isto não era fácil de se realizar. De Dezembro de 1914 até a primavera de 1918, as tropas Suíças se estabeleceram em Jura ao longo da fronteira com a França com a preocupação de que a Guerra de trincheiras chegasse à Suíça. A preocupação era menor na fronteira Italiana, mas havia também tropas na Engadina, região de Grisões. Enquanto a maioria da população de língua alemã normalmente favorecia os Impérios Centrais, a população de língua francesa e mais tarde italiana foram para o lado da Tríplice Entente, o que causaria um conflito em 1918, mas manteve o país fora da guerra. Durante a guerra, a Suíça foi bloqueada pelos Aliados e logo sofreu algumas dificuldades. Entretanto, pelo fato da Suíça estar localizada em uma região central, estar neutra e quase que sem danos, a guerra permitiu o crescimento do sistema bancário Suíço. Pelos mesmos motivos, a Suíça se tornou um refúgio para refugiados e revolucionários.
Após a organização do exército em 1907 e expansão em 1911, o Exército Suíço consistia de cerca de 250.000 homes com um adicional de 200.000 em suporte. O tamanho do exército Suíço era considerado por ambos os lados nos anos pré-guerra, especialmente no Plano Schlieffen.
Seguindo as declarações de guerra em Julho de 1914, em 1 de Agosto de 1914, o Exército Suíço foi mobilizado e em 7 de Agosto o recente apontado general Ulrich Wille tinha cerca de 220.000 homens sob seu comando. Em 11 de Agosto, grande parte do exército foi posicionado junto à fronteira francesa e unidades menores posicionadas nas fronteiras do leste e do sul. O exército permaneceu desta forma até Maio de 1915, quando a Itália entrou na guerra no lado da Tríplice, ponto qual as tropas foram reposicionadas para o vale de Unterengadin, Val Müstair e ao longo da fronteira sulista.

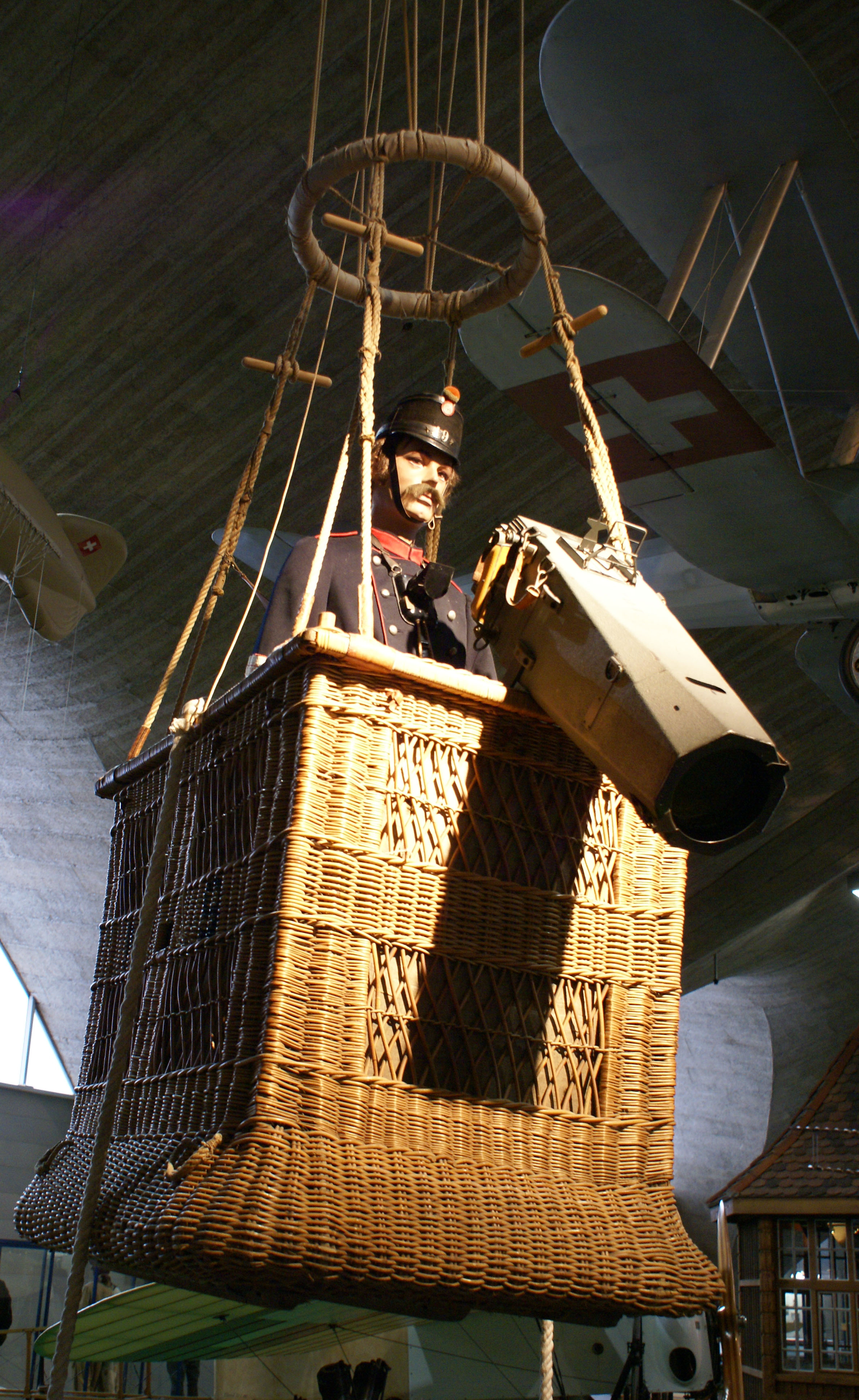
Réplica de um balão observador do Exército Suíço na Primeira Guerra Mundial

Logo que ficou claro que os Aliados e os Impérios Centrais respeitariam a neutralidade Suíça, o número de tropas enviadas começou a diminuir. Após Setembro de 1914, alguns soldados foram liberados para retornar à suas fazendas e indústrias vitais. Em Novembro de 1916, a Suíça tinha apenas 38.000 homens no exército. Este número aumentou durante o inverno de 1916-17 para mais de 100.000 como resultado de um proposto ataque francês que cruzaria a Suíça. O ataque não ocorreu e o exército começou a encolher novamente. Devido às greves de trabalhadores, no final da guerra o exército tinha encolhido para apenas 12.500 homens.
Durante a guerra, a borda da Suíça foi cruzada cerca de 1.000 vezes por combatentes com algum destes incidentes ocorrendo próximo ao Dreisprachen Piz ou "Pico das Três Línguas" (próximo ao Passo do Stelvio; sendo as línguas Italiano, Romeno e Alemão). A Suíça tinha um posto avançado e um hotel (o qual foi destruído e usado pelos Austríacos) no pico. Durante a guerra, batalhas ferozes foram criadas no gelo e neve da área, com tiros cruzando em áreas suíças por vezes. As três nações fizeram um acordo de não atirar em território suíço que se projetava entre a Áustria (ao norte) e Itália (ao sul). Ao invés, eles poderiam guerrear descendo o Passo, de forma que o território suíço era ao redor do pico.
Seguindo o surto da guerra, a Suíça neutra se tornou um refúgio para muitos políticos, artistas, pacifistas e pensadores. Berna, Zurique e Genebra se tornaram centros de debate e discussão. Em Zurique, dois grupos muito diferentes antiguerra criariam uma mudança duradoura no mundo, os Bolcheviques e os Dadaístas.

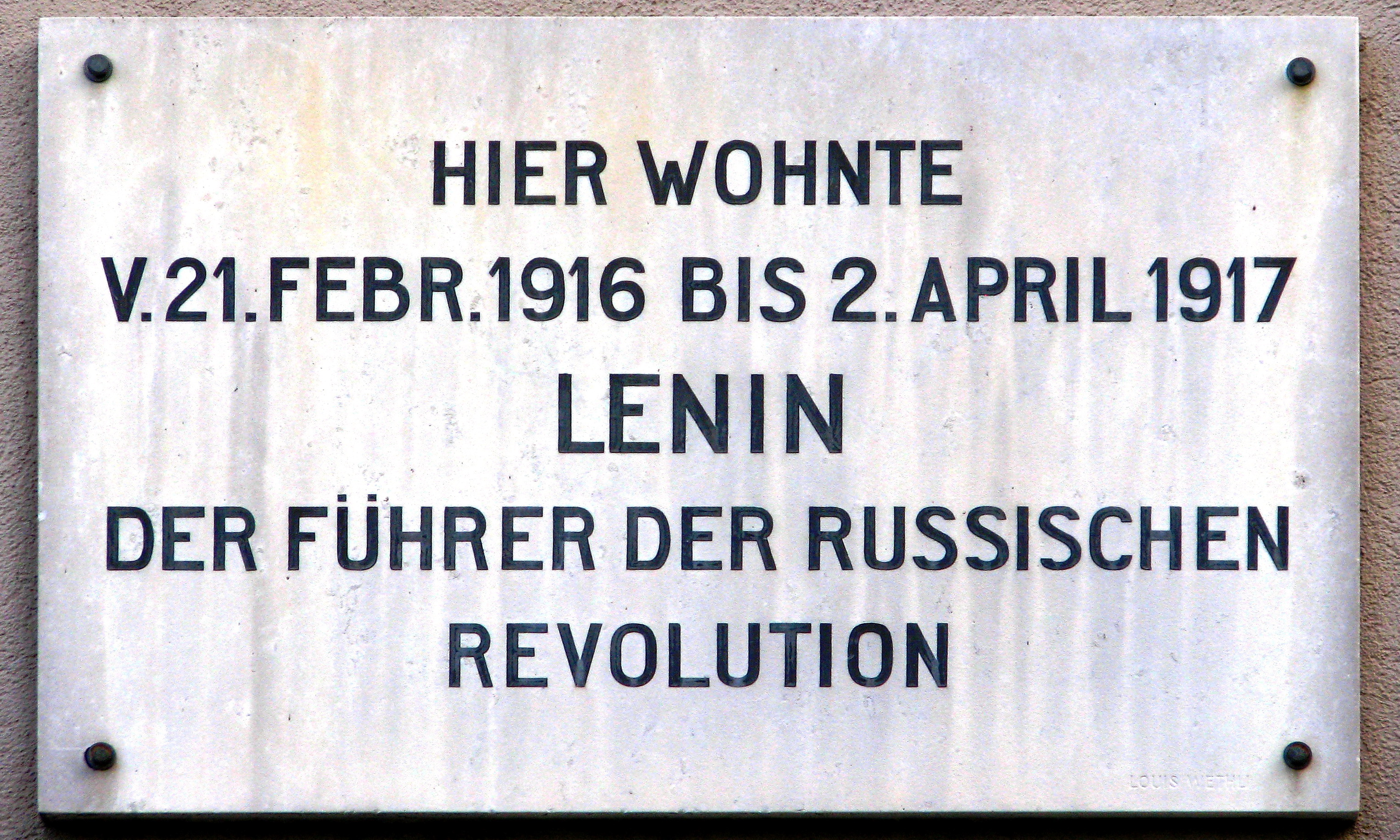
Placa na casa de Lenin em Spiegelgasse 14, Zurique

Os Bolcheviques eram uma facção do Socialismo que centrou-se em Lenin. Após a explosão da guerra, Lenin ficou estarrecido quando os grandes partidos democráticos sociais da Europa (na época, o Marxismo era predominante) suportaram os esforços de guerra de vários países. Lenin (que era contrário à guerra, acreditando que os trabalhadores e camponeses estavam lutando a batalha da burguesia para eles) adotou o que ele descreveu como uma "guerra imperialista" a fim de se tornar uma guerra civil entre as classes. Ele deixou a Áustria para a Suíça em 1914, seguindo a explosão da guerra e esteve na Suíça até 1917. Após a Revolução de Fevereiro de 1917 na Rússia e a renúncia do Czar Nicolau II, deixou a Suíça pelo Trem Selado para Petrogrado (atual São Petersburgo), de onde ele iria em breve liderar a Revolução de Outubro na Rússia.

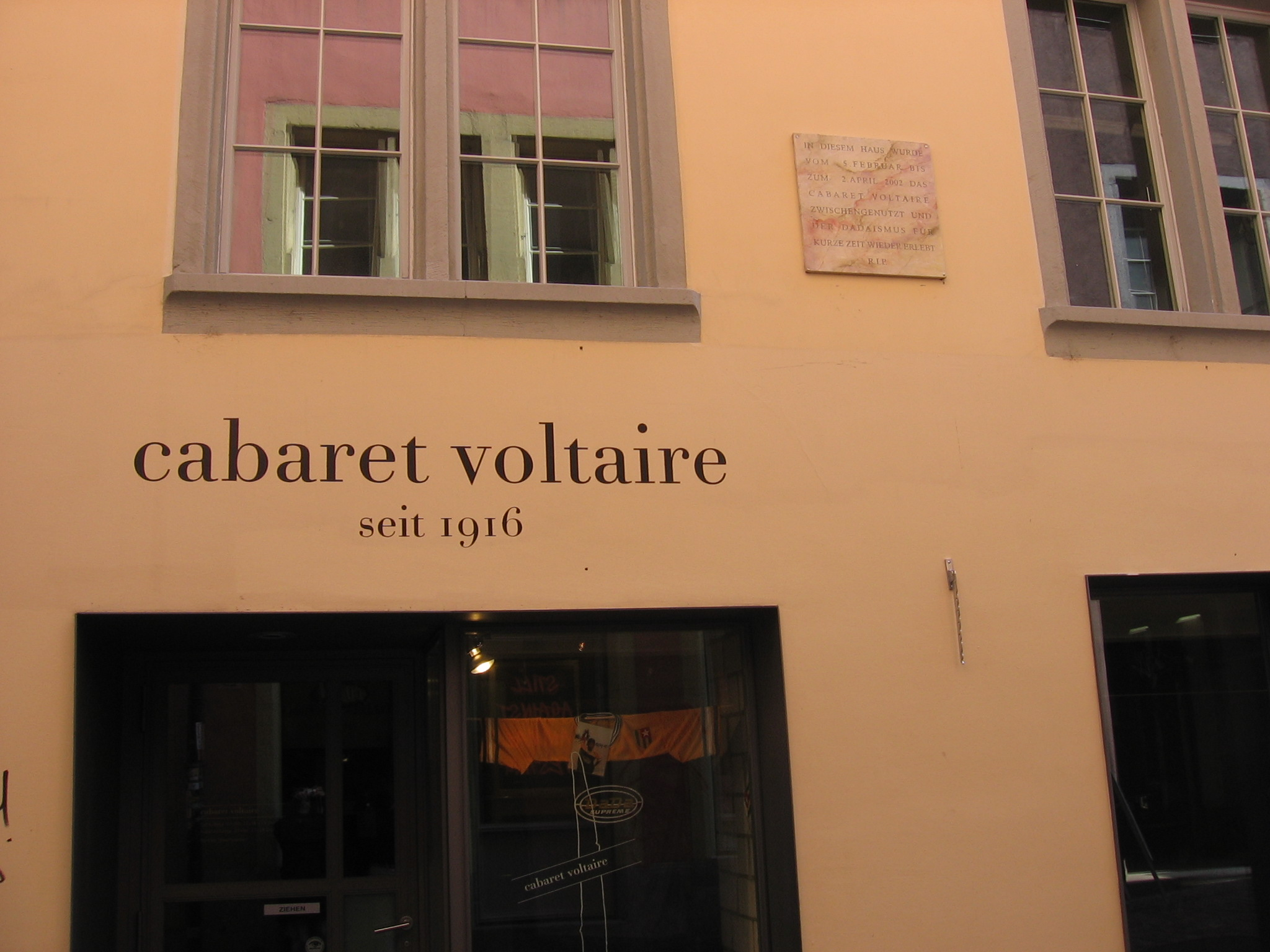
Cabaret Voltaire em Zurique, atualmente

Enquanto o movimento artístico Dada era também uma organização antiguerra, utilizaram arte para opor todo tipo de guerra. Os fundadores do movimento deixaram a Alemanha e Romênia para escapar a destruição da guerra. No Cabaret Voltaire em Zurique apresentaram peças expressando seu desgosto com a guerra e os interesses que a inspiravam. Segundo alguns relatos, o movimento aderiu em 6 de Outubro de 1916, no Cabaret. Os artistas usavam de abstração para lutar contra as ideias sociais, políticas e culturais na época que eles acreditaram ter causado a guerra. A abstração foi vista como resultado de uma falta de planejamento e pensamentos lógicos. Quando a Primeira Guerra Mundial acabou em 1918, a maior parte dos Dadaistas de Zurique retornaram à seus países de origem e alguns começaram atividades Dada em outras cidades.
Em 1917 a neutralidade da Suíça foi seriamente questionada quando o Escândalo Grimm-Hoffmann surgiu. Robert Grimm, um político socialista, viajou à Rússia como ativista para negociar paz entre a Rússia e a Alemanha, a fim de acabar com a guerra na Frente Oriental com interesses de socialismo e pacifismo. Representando-se falsamente como diplomata e representante do governo Suíço, fez algum progresso, mas foi forçado a admitir fraude e retornar para casa quando os Aliados descobriram sobre sua proposta. A neutralidade foi restaurada pela renúncia de Arthur Hoffmann, o Conselheiro Suíço que auxiliou Grimm mas não consultou seus colegas na iniciativa.

## Período entreguerras
Um resultado potencial da Primeira Guerra Mundial foi uma expansão da Suíça no Período entreguerras. Em um plebiscito ocorrido no estado Austríaco de Vorarlberg em 11 de Maio de 1919 mais de 80% dos votantes suportaram a proposta do estado juntar-se à Suíça. Entretanto, isto foi prevenido pela oposição do governo Austríaco, os Aliados, os Liberalistas Suíços, os Suíço-Italianos e os Franco-Suíços.
Entretanto, Liechtenstein conseguiu excluir-se da Áustria em 1918 e assinou união monetária e aduaneira com a Suíça que garantiu efetivamente sua independência. Em 1920, A Suíça juntou-se à Liga das Nações.
Em 1934 o Ato Bancário Suíço de 1934 havia passado. Isto permitiu a criação de contas bancárias numeradas (anônimas), para permitir que alemães (incluindo judeus) pudessem esconder ou proteger seus bens do recente estabelecido "Third Reich".
Em 1936 Wilhelm Gustloff foi assassinado em Davos; ele era o chefe do Partido Nazista na Suíça. O governo suíço recusou a extraditar o assassino David Frankfurter para a Alemanha. Frankfurter foi sentenciado a 18 anos de prisão, mas foi perdoado em 1946.

## Segunda Guerra Mundial

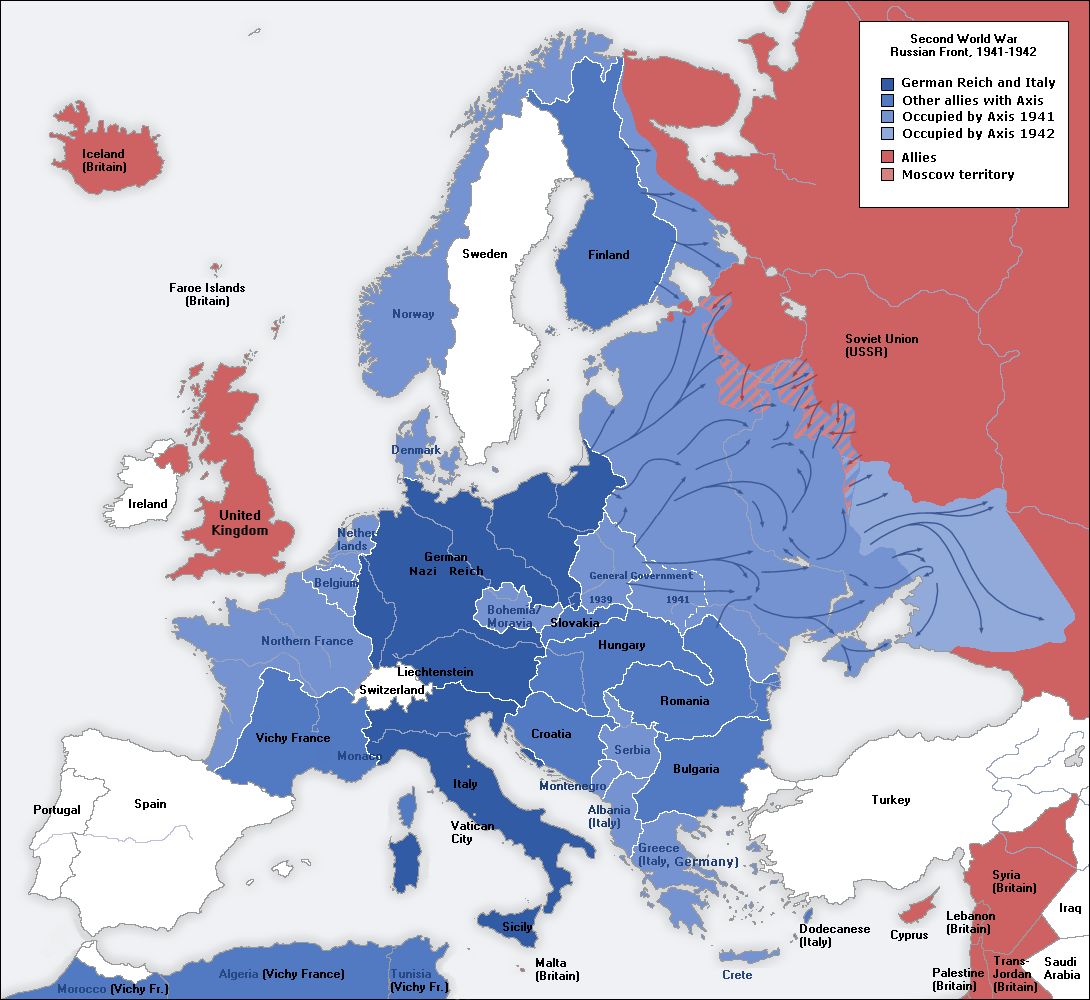
A Suíça estava cercada por territórios controlados pelas Potências do Eixo de 1940 a 1944

Na explosão da Segunda Guerra Mundial em 1939, A Suíça imediatamente começou a se mobilizar para uma possível invasão. O país foi inteiramente mobilizado em apenas três dias. O Governo Suíço começou a fortificar posições ao redor de seu território. Mesmo assim continuou neutro.